# Conchylia gamma
Conchylia gamma är en fjärilsart som beskrevs av Louis Beethoven Prout 1915. Conchylia gamma ingår i släktet Conchylia och familjen mätare. Inga underarter finns listade i Catalogue of Life.